# ABEMA 将棋チャンネル
ABEMA 将棋チャンネル（アベマ しょうぎチャンネル）は、株式会社AbemaTVの運営するインターネットテレビ局「ABEMA」におけるチャンネルの1つ。その名の通り将棋を専門に扱う。

## 概要
将棋の公式戦インターネット中継はニコニコ生放送（2011年開始）、将棋プレミアム（2015年開始、現在は囲碁将棋プラスに一本化）が行っていたが、これらに続き2017年2月1日に開設された。全体プロデュースは塚本泰隆（麻雀チャンネル兼務）。元々はAbemaTVの藤田晋社長と雀鬼会で親交のあった将棋棋士の鈴木大介が、藤田に将棋チャンネルの開設を提案してきたのがきっかけでスタートした経緯がある。また番組内容の面では、同じく将棋棋士の遠山雄亮が、チャンネルの立ち上げ段階からプロデューサーとして関与している。
タイトル戦では、他局が独占配信権を持つ王将戦 を除く7棋戦（竜王戦・名人戦・叡王戦・王位戦・王座戦・棋王戦・棋聖戦）の番勝負を生中継する。また王将戦においても、第72期七番勝負（2023年1月-3月）以降はABEMAでも囲碁・将棋チャンネルの映像を利用して王将戦のPPV配信を行うようになり、2024年度時点での将棋のタイトル8棋戦全ての番勝負を無料中継または有料配信している。またそれ以外に順位戦等の注目対局の中継も随時行われており、特に朝日杯将棋オープン戦については第12回（2018年度）より本チャンネルの独占配信となる（「朝日杯」主催の朝日新聞社による中継を除く）。
さらにオリジナル番組として、プロ棋士による非公式戦・非公式大会も開催されている。一方で将棋講座的な内容の番組は、開局当初こそ囲碁・将棋チャンネルの番組が複数配信されていたが2018年現在は『AbemaTV初級講座』が配信されるのみとなっており、事実上対局中継に特化したチャンネルとなっている。生中継を行うのが基本だが、過去の対局中継の再配信も行う（長時間対局で尺が足りない場合は編集が入る）。
なお対局中継を行う場合は、通常は早指しの場合を除いて、それぞれ複数の解説棋士と聞き手の女流棋士を起用し、基本的には朝番と夜番で分けるタイムパートで務めてもらう体制としている。一方で2018年10月からは、解説・聞き手を一切置かず対局場の映像・音声を垂れ流し状態とした「将棋情報LIVE」もスタートしたほか、2019年からは同番組を16倍速でリプレイする「将棋16倍速振り返り」も配信されている。
2019年7月、コンピュータ囲碁ソフト「GLOBIS-AQZ」とプロの囲碁棋士（仲邑菫、芝野虎丸）が対決する「プロ棋士vs囲碁AI 2番勝負」を配信することになり、将棋以外に囲碁も扱うようになった。
2019年12月より、NHKで放送された「NHK杯争奪将棋トーナメント」→「NHK杯テレビ将棋トーナメント」を1986年度の第36回から2018年度の第68回まで（但し、一部の回を除く）、Abemaビデオにて配信を開始している。
2020年1月、対局の形勢を判断するAIシステム「SHOGI AI powered by AbemaTV」を導入を発表し、16日配信分より実装。

## 藤井聡太四段 炎の七番勝負〜New Generation Story〜

### 概要
2016年10月1日付で、14歳2か月での最年少四段昇段＝プロ入りを果たした藤井聡太四段と、一線で活躍する先輩棋士7名との非公式戦。2017年3月から4月にかけて、オリジナル番組第1弾として配信され、全七局。
第一局から第四局までは、タイトル挑戦や昇級・新人王獲得など、若手の中でも実績の高い4棋士と対戦。第五局から第七局までは、羽生三冠を含む、順位戦A級在位のトップ棋士3名と対戦した。
持ち時間は第六局までは1時間、持ち時間がなくなったら一手30秒未満。第七局のみ持ち時間2時間、切れ1分。いずれも対局時計使用で、本企画はアナログ式時計（秒読みはストップウォッチ）を使用した。

### 配信日時・結果
藤井はA級3棋士すべてに勝利するなど快進撃をみせ、6勝1敗の快挙を達成した。第七局の対戦相手であり、藤井と同じく中学生棋士としてプロ入りした羽生は、AbemaTVの取材に対し、「デビュー当時の自分と比べても藤井の将棋は完成度が高く、今後の成長に大いに期待できる」とコメントした。
| 局 | 配信日時      | 手番 | 勝敗 | 対戦相手（段位・実績は対戦時のもの） | 対戦相手（段位・実績は対戦時のもの） | 対戦相手（段位・実績は対戦時のもの） | 対戦相手（段位・実績は対戦時のもの）            |
| 局 | 配信日時      | 手番 | 勝敗 | 氏名・段位                           | 年齢                                 | タイトル                             | 2016年度 主な活躍                               |
| -- | ------------- | ---- | ---- | ------------------------------------ | ------------------------------------ | ------------------------------------ | ----------------------------------------------- |
| 1  | 2017年3月12日 | 先手 | ○    | 増田康宏四段                         | 19                                   |                                      | 新人王・C級2組5位（頭ハネ）                     |
| 2  | 2017年3月19日 | 先手 | ●    | 永瀬拓矢六段                         | 24                                   | 挑戦1                                | 棋聖挑戦・C級1組昇級                            |
| 3  | 2017年3月26日 | 先手 | ○    | 斎藤慎太郎六段                       | 23                                   |                                      | 年度勝率1位・新人賞・B級2組昇級                 |
| 4  | 2017年4月2日  | 先手 | ○    | 中村太地六段                         | 28                                   | 挑戦2                                | B級2組昇級                                      |
| 5  | 2017年4月9日  | 後手 | ○    | 深浦康市九段                         | 45                                   | 獲得3・登場8                         | A級在位                                         |
| 6  | 2017年4月16日 | 先手 | ○    | 佐藤康光九段                         | 47                                   | 永世棋聖・獲得13・登場37             | A級在位・将棋連盟会長                           |
| 7  | 2017年4月23日 | 先手 | ○    | 羽生善治三冠                         | 46                                   | 永世六冠・獲得97・登場128            | 最優秀棋士賞 王位・王座・棋聖 防衛 （名人陥落） |

※勝敗は、藤井からみた結果

## 若手VSトップ棋士 魂の七番勝負

### 概要
2017年9月から11月にかけて配信された、オリジナル番組第2弾。全七局。
23歳以下の注目若手棋士7人による「若手チーム」が、永世名人資格者を含むタイトル戦経験者7人による「トップ棋士チーム」に挑む、チーム対抗戦七番勝負企画である。「トップ棋士チーム」はいずれも40代で、いわゆる「羽生世代」とよばれている棋士であり、全員がタイトル獲得か全棋士参加棋戦の優勝経験を持っている。
対戦相手は「若手チーム」がプロ歴が浅い順に、「トップ棋士チーム」の中から自ら対局したい棋士を指名し挑む形式がとられた。
持ち時間2時間、切れ1分、アナログ式対局時計使用。

### 結果
「若手チーム」が6勝1敗
| 局 | 配信日時       | 若手チーム                        | 若手チーム     | 若手チーム | 結果 | 結果 | 結果 | トップ棋士チーム | トップ棋士チーム | トップ棋士チーム                           |
| 局 | 配信日時       | 実績                              | 氏名・段位     | 年齢       | 手番 | 勝敗 | 手番 | 年齢             | 氏名・段位       | 実績                                       |
| -- | -------------- | --------------------------------- | -------------- | ---------- | ---- | ---- | ---- | ---------------- | ---------------- | ------------------------------------------ |
| 1  | 2017年9月30日  | 勝率7割・フリークラス脱出最短記録 | 佐々木大地四段 | 22         | 先   | ○    | 後   | 45               | 屋敷伸之九段     | タイトル3期（最年少挑戦・獲得記録保持）    |
| 2  | 2017年10月7日  | '16棋王戦挑決                     | 佐々木勇気六段 | 22         | 先   | ○    | 後   | 46               | 藤井猛九段       | タイトル3期（登場7回）                     |
| 3  | 2017年10月14日 | 最年少プロ・29連勝                | 藤井聡太四段   | 15         | 後   | ○    | 先   | 43               | 行方尚史八段     | タイトル登場2回・棋戦優勝2回               |
| 4  | 2017年10月21日 | '16勝率1位・竜王戦ベスト8         | 青嶋未来五段   | 22         | 後   | ○    | 先   | 46               | 郷田真隆九段     | タイトル6期（登場18回）                    |
| 5  | 2017年10月28日 | '16朝日杯優勝                     | 八代弥六段     | 23         | 先   | ○    | 後   | 46               | 森内俊之九段     | タイトル12期（登場25回）・永世名人資格保持 |
| 6  | 2017年11月4日  | '16新人王                         | 増田康宏四段   | 19         | 先   | ○    | 後   | 43               | 三浦弘行九段     | タイトル1期（登場5回）                     |
| 7  | 2017年11月11日 | '16王将リーグ入り                 | 近藤誠也五段   | 20         | 先   | ●    | 後   | 44               | 木村一基九段     | タイトル登場6回・棋戦優勝2回               |

※勝敗は、若手チームからみた結果

## 新春女流企画!花の三番勝負
2018年正月に配信された。ある共通点を持つ女流棋士同士による対局となっている。持ち時間は各1時間（チェスクロック使用）、切れたら1手60秒未満。正月番組ということで、対局者はいずれも着物を着用して対局に臨んだ。
| 局 | 配信日時     | 副題                                       | 先手             | 結果 | 後手              |
| 局 | 配信日時     | 副題                                       | 氏名・段位       | 結果 | 氏名・段位        |
| -- | ------------ | ------------------------------------------ | ---------------- | ---- | ----------------- |
| 1  | 2018年1月1日 | 実力・人気 No.1 は譲れない！同い年ガチ対決 | 香川愛生女流三段 | ○    | 室谷由紀女流二段  |
| 2  | 2018年1月2日 | 将棋界サラブレッド二世対決                 | 飯野愛女流1級    | ○    | 塚田恵梨花女流1級 |
| 3  | 2018年1月3日 | 将棋界みんなの妹対決                       | 里見咲紀女流初段 | ○    | 中村桃子女流初段  |

※勝敗は先手から見た結果

## ABEMAトーナメント
羽生善治発案の「AbemaTVルール」にて実施される、将棋チャンネルのオリジナル大会。

## 楽屋で一局
本チャンネルの対局中継で解説・聞き手を務めた棋士が、中継終了後の楽屋でお遊びの将棋を指しているという設定の番組。ルールは原則として持ち時間一手10秒で、棋士・女流棋士が2人一組となり交互に手を指すペア将棋の形をとる。対局中継が早くに終了した場合のフィラー扱いで配信される他、Abemaビデオでも無料配信されている。2017年より不定期更新。

## 将棋宇宙戦争
将棋を知らない視聴者に対局の面白さを伝えるため、“宇宙を舞台に、名だたる棋士がロボットで対局する”という設定で繰り広げる3Dアニメーション×実写作品。第2回AbemaTVトーナメントを題材に、戦術を必殺技として表すなどeスポーツの表現を組み込んでいる。ナレーションは宮村優子。2019年6月14日開始。